# ويذر سكيليتون (ماينكرافت)
الويذر سكيليتون (بالإنجليزية: Wither skeleton) هو أحد الوحوش الرئيسية في لعبة ماينكرافت، إبتكره ماركوس بيرسون وأول ظهور له كان في لعبة ماينكرافت في عام 2012. يعد الويذر سكيليتون من الوحوش والشخصيات الرئيسية في لعبة ماينكرافت ويعتبر أحد أشهر الوحوش فيها وأكثرها تميزا من حيث القوة والشكل، والويذر سكيليتون هو عبارة عن هيكل عظمي أسود.